# Strychnine Ballroom: Live at Louse Point
Strychnine Ballroom: Live at Louse Point är ett live- och bootlegmusikalbum av John Parish och PJ Harvey som släpptes i september 1996. Albumet spelades in i LA2 i London och släpptes på skivbolaget Silver Wolf.

## Låtlista
1. Rope Bridge Crossing
2. City of No Sun
3. Urn With Dead Flowers in a Drained Pool
4. Civil War Correspondent
5. Taut
6. Dance Hall at Louse Point
7. Un Cercle Autour du Soleil
8. You Bet I Got Trouble
9. Heela
10. Is That All There Is?
11. Send His Love to Me
12. Down by the Wate
13. C'mon Billy
14. The Dancer
15. Harder
16. Long Time Coming